# Joseph Billings

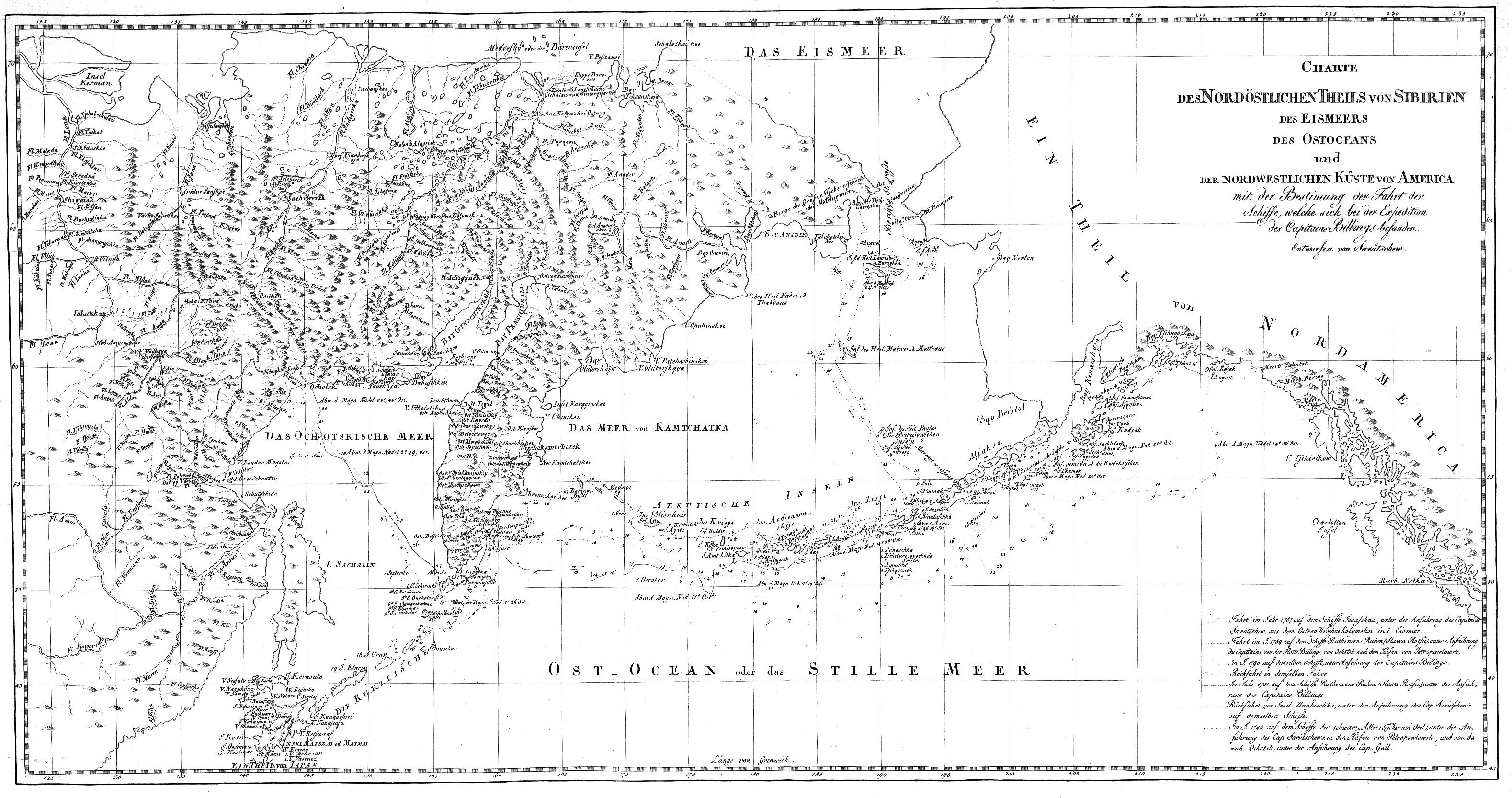
Die Kartierung des nordpazifischen Raumes war eines der zentralen Ziele der Billings-Sarytschew-Expedition. Hier: Charte des Nordöstlichen Theils von Sibirien des Eismeers des Ostoceans und der Nordwestlichen Küste von America mit der Bestimmung der Fahrt der Schiffe, welche sich bei der Expedition des Capitains Billings befanden aus dem 1806 erschienenen Tafelband der deutschsprachigen Übersetzung der Reisebeschreibung von Gawriil Andrejewitsch Sarytschew.

Joseph Billings (* um 1758, vermutlich in Yarmouth; † 1806 in Moskau) war ein englischer Seefahrer und Hydrograph.
In den Jahren von 1776 bis 1780 begleitete Billings James Cook auf seiner dritten Entdeckungsreise in den Pazifischen Ozean. Aufgrund dieser Erfahrungen erhielt er von der russischen Zarin Katharina II. die Leitung einer Expedition zur geographischen und wissenschaftlichen Erkundung des Nordpazifiks. Gemeinsam mit Gawriil Andrejewitsch Sarytschew erkundete und kartographierte Billings im Verlauf einer neunjährigen Seereise zwischen 1785 und 1794 die Tschuktschen-Halbinsel, die Beringstraße, die Inselkette der Aleuten sowie die Küste Alaskas. Begleitet wurde er von dem Zeichner Luka Woronin. Nach seiner Rückkehr wechselte er auf eigenen Wunsch zur Schwarzmeerflotte und führte zwischen 1797 und 1798 hydrographische Studien an der russischen Küstenlinie des Schwarzen Meeres durch. Im Anschluss veröffentlichte er auf der Grundlage seiner dabei gesammelten Daten einen von seinen Zeitgenossen hochgeschätzten Atlas unter dem Titel Maps and views of the Black Sea area belonging to the Russian empire (1799).

## Leben

### Herkunft und Dienstjahre in der britischen Marine
Joseph Billings wurde um 1758 vermutlich als Sohn des Fischers Joseph Billing in Yarmouth geboren. Nach einem siebenjährigen Dienst in der britischen Kohleflotte und einer anschließenden Ausbildung zum Uhrmacher heuerte er im April 1776 unter Kapitän Charles Clerke als Hilfsastronom auf der Discovery an und nahm an der dritten und letzten Entdeckungsreise von James Cook in den Pazifischen Ozean teil. Nach Clerkes Tod vor der Küste Kamtschatkas wechselte Billings im September 1779 auf die Resolution und kehrte 1780 nach England zurück.
Nach weiteren Dienstjahren auf der Conquestador und der Crocodile wechselte Billings im Juli 1782 als Master’s Mate (ungefähr einem Oberbootsmann vergleichbar) auf die Resistance unter Kapitän James King. In dieser Zeit begleitete er King häufig auf dessen Besuchen bei Joseph Banks, dem Präsidenten der Londoner Royal Society.
Im Dezember 1782 wurde Billings aufgrund von Schulden inhaftiert, kam aber im Januar 1783 durch die Fürsprache von Joseph Banks wieder frei. Ein geplantes Kommando auf einem Ostindienfahrer nach Kamtschatka kam nicht zustande.

### In russischen Diensten

#### Die Billings-Sarytschew-Expedition in den Nordpazifik

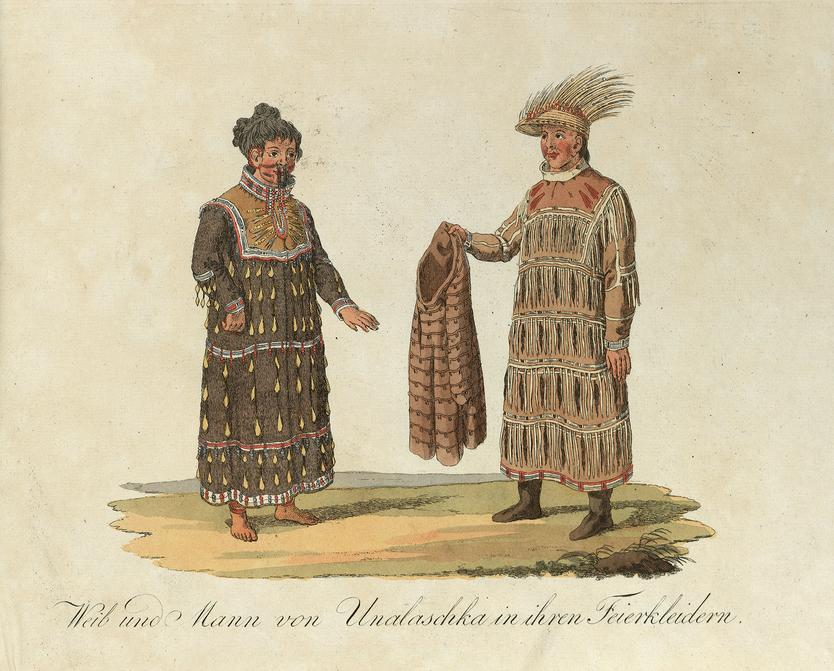
Von den Aleuten brachten Billings und Sarytschew zahlreiche ethnographische Objekte sowie Beschreibungen und Zeichnungen der indigenen Bevölkerung mit. Hier: Weib und Mann von Unalaschka in ihren Feierkleidern aus dem Tafelband der Reisebeschreibung von Sarytschew.

Im Oktober 1783 trat Billings im Rang eines Seekadetten in die Kaiserlich Russische Marine ein und wurde im Januar 1784 zum Leutnant zur See befördert. Als auf Befehl der russischen Zarin Katharina II. eine Expedition in den Nordpazifik geplant wurde, erschien Billings aufgrund seiner Erfahrungen unter James Cook als der ideale Kandidat für dieses Unternehmen und erhielt im Rang eines Kapitänleutnant den Befehl über eines der beiden Schiffe der Expedition.
Durch eine geographische Erkundung des nordpazifischen Raumes und der Ostgrenzen ihres Reiches hoffte Katharina II., den russischen Einfluss in der Region zu stärken. Als erste größere Expedition in die Region seit der Entdeckungsreise Vitus Berings im Rahmen der rund fünfzig Jahre früher begonnenen Zweiten Kamtschatkaexpedition kam der Unternehmung ein hoher Stellenwert zu.
Die wichtigsten Aufgaben der Expedition waren die Kartierung der Küstenlinie zwischen dem in die Ostsibirische See mündenden Fluss Kolyma und der Beringstraße, die Kartierung und Erkundung der Tschuktschen-Halbinsel und die genaue Lagebestimmung der Aleuten und anderer Inseln zwischen Kamtschatka und der Küste Amerikas. Die Instruktionen für Billings schrieb der deutsche Naturforscher und Geograph Peter Simon Pallas, der bereits an den Akademie-Expeditionen beteiligt gewesen war und zu jener Zeit an der Sankt Petersburger Akademie der Wissenschaften arbeitete.
Im Verlauf der neunjährigen Expeditionsreise vermaßen Billings, der Chefhydrograph der russischen Marine Sarytschew und der später zu ihnen gestoßene Robert Hall (späterer Admiral und Gouverneur von Archangelsk) weite Teile des Nordpazifiks und erstellten genaue Beschreibungen der von ihnen durchreisten Gebiete und der indigenen Bevölkerung Ostsibiriens. Die im letzten Expeditionsabschnitt zwischen August 1791 und Februar 1792 von Billings unter schwersten Bedingungen unternommene Reise über die Tschuktschen-Halbinsel lieferte erstmals detaillierte und verlässliche Karten der Region. Bei seiner Rückkehr nach Sankt Petersburg im März 1794 brachte Billings reichhaltiges Material zur Flora und Fauna Sibiriens und zu den nordostasiatischen Völkern mit. Zu Ehren des im Verlauf der Expedition zum Kapitän beförderten Billing wurden Kap Billings auf der Tschuktschen-Halbinsel und drei weitere Plätze nach ihm benannt. Darüber hinaus wurde er mit dem Orden des Heiligen Wladimir, einem 1782 anlässlich des 20-jährigen Regierungsjubiläums Katharinas II. gestifteten russischen Verdienstorden, ausgezeichnet.

#### Hydrographische Studien im Schwarzen Meer
Im August 1795 wechselte Billing auf eigenen Wunsch zur Schwarzmeerflotte. In den Jahren 1797 und 1798 führte er mehrere umfangreiche hydrographische Untersuchungen der zum russischen Kaiserreich gehörenden Teile des Schwarzen Meeres durch. Die dabei gesammelten Daten flossen in den 1799 veröffentlichten Atlas Maps and views of the Black Sea area belonging to the Russian empire ein, der von Zeitgenossen als Navigationshilfe für die Küstengewässer des Schwarzen Meeres hoch geschätzt wurde. Am 9. Mai 1799 wurde Billings zum Kommodore befördert.

### Letzte Jahre
Obwohl er noch am 21. Mai 1799 für das Kommando eines Kriegsschiffes vorgeschlagen wurde, erfolgte am 28. November 1799 die Versetzung in den Ruhestand. Für kurze Zeit blieb Billings noch auf der Krim und setzte sich dann in Moskau zur Ruhe, wo er 1806 starb.